# William Henry Sleeman
William Henry Sleeman (8 de agosto de 1788-10 de febrero de 1856) fue un soldado británico y administrador de la India británica, más conocido por su trabajo de suprimir los actos de los Thugs.

## Primeros años y carrera
Sleeman nació en Stratton, Cornwall, siendo hijo de Philip Sleeman, un terrateniente y supervisor de los impuestos en consumos especifícos de St Tudy.
En 1809 Sleeman se unió al Ejército de Bengala y más tarde sirvió en la Guerra anglo-nepalí de 1814–1816.
En 1820, fue seleccionado para el empleo civil, y pasó a ser asistente del oficial Francis Rawdon-Hastings en los territorios de Sagar y Narmada. En 1822 fue puesto a cargo del Distrito de Narsinghpur, y más tarde describiría sus dos años de trabajo, siendo de lejos, el más cansador de su vida. Fue ascendido al rango de Capitán en 1825, y en 1828 asumió el cargo de administrar el Distrito de Jabalpur. En 1831 fue transferido al Distrito de Sagar para cubrir a un colega en reemplazo.  Al regresar su colega, Sleeman continuó con sus deberes magisteriales en Sagar hasta 1835.
Sleeman se convirtió en la primera persona de descubrir fósiles de dinosaurios en Asia cuando en 1828, ejerciendo como capitán en la región del Río Narmada,  se percató de varias formaciones de basalto, las cuales identificó tras habiendo sido "levantado por encima de las aguas". Al cavar alrededor de las colinas de Bara Simla, parte de la formación Lameta, cerca de Jabalpur,  desenterró varios árboles petrificados, así como algunos fragmentos de fósiles de varias especies de dinosaurio.  Posteriormente envió estos especímenes a Londres y al Museo Hindú en Calcutta.  En 1877 el género fue nombrado Titanosaurus Indicus por Richard Lydekker, pero la posición taxonómica está en duda. Sleeman escribió sobre niños salvajes que habían sido criados por lobos con sus notas en seis casos. Esto fue publicado por primera vez en el primer volumen de su Viaje a través del reino de Oude en 1848-1850 (1858) y reimpreso en 1852 como Una Relación de Lobos Criando Niños en sus Cuevas, por un Oficial Hindú y en El Zoólogo (1888 12(135):87-98). Esto llevó a la imaginación de muchos y finalmente inspiró a Rudyard Kipling a crear al personaje Mowgli.

## Supresión de los Thugs
Sleeman se hizo célebre por su trabajo de suprimir la sociedad secreta de los Estranguladores. En 1835,  capturó a "Feringhea" (también llamado Syeed Amir Ali, el cual se basa la novela Confesiones de un Thug) y le consiguió dar la evidencia al rey. Tomó como pruebas una tumba con cien cadáveres, dijo las circunstancias de los asesinatos, y nombró los Thugs como los responsables del crimen. Después de las investigaciones iniciales confirmaron lo que había dicho Feringhea, Sleeman comenzó una extensa campaña, siendo nombrado Superintendente general de las operaciones para la Supresión de los Thugs y en febrero de 1839, asumió el cargo de la oficina de Comisario para la Supresión de Thugs y Dacoits. Durante estas operaciones, más de 1400 Thugs fueron ahorcados o condenados a prisión perpetua. Uno de ellos, Thug Bahram, confesó haber estrangulado a 931 personas con su turbante. La detección fue sólo posible por medio de informantes, en cuya protección de la venganza de sus asociados se creó una prisión especial en Jabalpur (en entonces Jubbulpore). Sleeman tuvo un Informe de Gobierno hecho en 1839.
Sleeman escribió tres libros sobre los Thugges:  Ramaseeana, o Vocabulario del extraño idioma usado por los Thugges; Informe en el Depredaciones Cometidas por las Pandillas Thugs del Norte y Centro de la India; y Los Thugges o Phansigars de la India.

## Residente británico y últimos años
Sleeman sirvió como residente en Gwalior de 1843 a 1849, y en Lucknow de 1849 a 1856. Mientras residía en Lucknow sobrevivió a tres intentos de asesinato.  También se opuso a la anexión de Oudh por Sir Dalhousie, pero su consejo no fue tomado en cuenta.
También se interesó en la frenología y creyó que las medidas de los cráneos podrían ayudar a identificar grupos étnicos criminales.
Falleció y fue sepultado cerca de la costa de Ceilán en un viaje de recuperación a Gran Bretaña en 1856, solo seis días después de haber sido galardonado con la Orden del Baño.
El pueblo Sleemanabad en Madhya Pradesh, India fue nombrada en su honor.

## Familia
Mientras estaba Jubbulpore, se casó con Amélie Josephine, la hija del Conde Blondin de Fontenne, un noble francés. Tuvieron siete hijos. Su segunda hija, Henrietta, se casó con William Alexander Ross, tío de Sir Ronald Ross. Un nieto de Sleeman, Sir Coronel James Lewis Sleeman quién también escribió sobre los thugge y los shikar se convirtió en pionero de la fotografía de la flora y fauna de la India.